# Рамбева (підрозділ окружного секретаріату)
Підрозділ окружного секретаріату Рамбева — підрозділ окружного секретаріату округу Анурадхапура, Північно-Центральна провінція, Шрі-Ланка. Складається з 38 Грама Ніладхарі.